# Stende
Stende ( výslovnost) je město v Lotyšsku nacházející se na území kraje Talsi. V roce 2010 zde žilo 1868 obyvatel.